# Joe Giardullo
Joe Giardullo (nacido el 24 de julio de 1948 en Brooklyn, Nueva York) es un saxofonista soprano y compositor conocido por su trabajo con Joe McPhee. 
Mientras estuvo en McPhee, actuó en algunos de los festivales de jazz más destacados.  Más recientemente, ha impartido talleres en eventos temáticos. 

## Discografía
Con Joe McPhee
- Specific Gravity (Boxholder 1997 [2001])
- In the Spirit (CIMP, 1999)
- No Greater Love (CIMP, 1999 [2000])
- Gravity (1979)
- Something Quiet (2011)